# Joseph Colon Trabotto
Pour les articles homonymes, voir Colon.
Joseph Colon ben Solomon Trabotto, dit le Maharik (Morenou HaRav Yossef Kolon « Notre professeur et maître Joseph Colon »), (1420 - Pavie 1480) est un rabbin du XVe siècle, considéré en Italie comme l'un des érudits juifs et des talmudistes les plus fameux de l'époque.  

## Éducation et début dans la vie
Colon (dont l'origine du nom vient du mot français colombe), est un membre de la famille Trabotto célèbre pour ses nombreux écrits. Après l'expulsion finale des Juifs du royaume de France en 1394, sa famille émigre tout d'abord en Franche-Comté puis s'installe ensuite à Chambéry, la capitale du duché de Savoie, qui attire un nombre significatif de rabbins, dont le dernier grand-rabbin de France Yohanan Trèves, réfugié en Savoie et Rabbi Yeshaya Astruc ben Abba Mari. 
L'année et le lieu exact de sa naissance ne sont pas connus avec certitude. On suppose qu'il est né vers 1420 à Chambéry, une ville dont la très grande majorité de la population juive venait de France. C'est dans cette ambiance que le jeune Colon reçoit une éducation talmudique, très imprégnée de la méthodologie, des traditions et du style du judaïsme français médiéval. Il étudie principalement avec son père, Solomon Trabott, un talmudiste et kabbaliste éminent, mais il mentionne aussi d'autres maîtres et rappelle avoir participé à des discussions savantes avec d'autres élèves de la région. Colon quitte Chambéry au début des années 1450, et s'installe au Piémont italien, qui a été rattaché au duché de Savoie. Ce changement est dû à plusieurs opportunités offertes de l'autre côté des Alpes, combinées à une augmentation de l'antijudaïsme en Savoie. Ce n'est pas, comme le prétend l'historien Heinrich Graetz, une conséquence de l'expulsion des Juifs de Savoie qui ne se produira qu'en 1471. Pendant un certain temps, il mène une vie vagabonde, et gagne sa vie en enseignant aux enfants.

## Voyages et renommée croissante en tant qu'érudit
Vers 1469 Joseph Colon officie comme rabbin à Pieve de Sacco, dans la région vénitienne, puis à Mestre, près de Venise. Par la suite, il est rabbin à Bologne et à Mantoue, où il se serait, d'après le Shalshelet haQabbala de Guedalya ibn Yahya ben Joseph, trouvé impliqué dans un différend avec Messer Leon, en conséquence de quoi tous deux auraient été expulsés par les autorités, en 1475. 
À la suite de cela, il décide de s'installer à Pavie. Sa renommée se répand en Europe, et c'est à cette période, qu'il reçoit, en provenance de nombreuses villes allemandes, telles qu'Ulm ou Nuremberg, mais aussi de contrées plus lointaines comme Constantinople, des demandes d'éclaircissement sur des questions aussi bien religieuses que civiles. Il écrit un commentaire du Pentateuque et des récits sur le Talmud et sur le Sefer Mitzvot haGadol, le manuscrit du légaliste Moïse de Coucy. Mais son œuvre majeure reste cependant ses responsa. Ils furent regroupés après sa mort par son gendre, le rabbin Gershon Treves et par un de ses élèves, Hiyya Meïr ben David, qui en font publier une partie à Venise en 1519 par Daniel Bomberg. Par la suite, ils furent réédités de nombreuses fois. En 1984, E. D. Pines publia cinquante nouveaux responsa, à partir d'un manuscrit. De nombreux autres restent encore non publiés. Joseph Colon Trabotto mourut à Pavie en 1480 et fut inhumé dans le cimetière communautaire juif situé près du monastère de Sant'Apollinare.

## Responsa
Les responsa de Colon sont parmi les plus classiques dans ce domaine de littérature rabbinique et ont exercé une énorme influence sur le développement ultérieur de la loi juive ou Halakha. Son influence est particulièrement sensible parmi les communautés ashkénazes, tels que l'indiquent les commentaires de Moshé Isserles sur le Choulhan Aroukh. Les responsa de Colon forment le pilier central de la halakha italienne ultérieure, et il n'y a quasiment aucun rabbin italien du XVIe, XVIIe ou XVIIIe siècle qui ne le cite pas. Ses responsa sont remarqués par sa connaissance encyclopédique et ses méthodes d'analyse des sources. Il essaye d'identifier les principes de base sous-jacents à ses sources et d'élucider la trame conceptuelle dans laquelle il va rendre ses jugements. Sa méthode juridique ressemble aussi au mode d'analyse connu sous le nom de pilpoul. Les coutumes établies (ou minhag) jouent un rôle important dans sa pensée et il en définit l'autorité. Dans ce contexte, il sert de défenseur de la seule école française de loi et de coutume ashkénaze. Le Mishné Torah de Moïse Maïmonide jouit d'une place prééminente dans ses écrits. Ses commentaires approfondis sur cet ouvrage tout au long de ses responsa et de ses notes de lecture, servent de références aux chercheurs ultérieurs. Les responsa de Colon sont empreints d'une grande déférence pour les autorités du passé. Hésitant entre elles, il a recours aux méthodes de détermination légale qui suppriment ou réduisent cette nécessité.   
L'assurance de Colon est remarquable. Il a une forte opinion sur ce qui est juste et ce qui est droit. Fermement, bien qu'avec respect, il réprimande le rabbin Israel Bruna, l'un des plus grands talmudistes allemands de son temps, pour avoir outrepassé les limites de son autorité. 
Son Responsum No 4, adressé à la communauté de Ratisbonne, est très important. Un certain nombre de Juifs de cette communauté sont accusés à tort, et une rançon est demandée pour leur libération. Les communautés voisines refusent de payer une somme, tout au moins tant qu'il est question de payer une taxe fixe, au lieu de donner une contribution volontaire. Colon décide alors que ces communautés en question ne peuvent pas refuser de payer leur part de la rançon, car la même fausse accusation peut un jour être faite contre eux aussi, et si les accusés dans ce cas sont également prouvés innocents et qu'une rançon est aussi demandée, ils seront alors sauvés du danger.

## Dispute avec Capsali
Il est naturel qu'un homme de la trempe de Colon porte parfois trop loin son zèle de vérité et de justice; et c'est ce qui se produit lors de sa dispute avec Moïse Capsali, le Hakham Bachi, (grand-rabbin) de Turquie. Faussement informé par un émissaire (meshullaḥ) se présentant au nom de la communauté de Jérusalem, que Capsali serait très laxiste dans ses décisions concernant le divorce, et qu'il aurait déclaré que les fiançailles d'un homme qui se serait converti au christianisme devaient être considérées comme nulles, et que de même un mariage effectué non conformément aux lois de la communauté était sans valeur, Colon, afin d'établir le caractère sacré et l'inviolabilité du mariage au-delà de toutes décisions d'un rabbin quel qu'il soit, écrit trois lettres au président et aux responsables de la communauté de Constantinople (Responsa Nos. 83, 84, 85). Les responsa menacent d'exclure Capsali s'il ne revient pas sur ses décisions et s'il ne fait pas une repentance publique. En même temps, il fait comprendre qu'en aucun cas Capsali ne doit être autorisé à continuer d'exercer sa charge de rabbin (Responsum No. 83). 
Cet arrêté d'un rabbin italien prononcé contre un collègue turc est une attaque sans précédent concernant les droits de chaque communauté et provoque immédiatement une indignation de la part de l'ensemble de la communauté de Constantinople, d'autant plus qu'il s'avère basé sur une calomnie vulgaire et sans fondement. Capsali, conscient d'avoir été diffamé, répond de façon outragée aux lettres de Colon. Une discussion acerbe s'engage entre les deux hommes, à laquelle participeront de nombreux rabbins d'Allemagne, d'Italie et d'Orient. Le fait est que dès que Colon s'aperçoit qu'il a été victime d'une intrigue, et qu'il a commis une injustice à l'égard du ḥakam bashi, il n'hésite pas à faire amende honorable. Sur son lit de mort, il engage son fils Perez à se rendre à Constantinople et à demander le pardon à Capsali au nom de son père.   
Joseph Colon ben Solomon Trabotto meurt à Pavie vers l'âge de 60 ans. La plupart des références s'accordent sur 1480 comme année de sa mort, sauf une qui la date quatre ans plus tard.